# Förderpreis Neues Deutsches Kino
Der Förderpreis Neues Deutsches Kino wird auf dem Filmfest München in den Kategorien Regie, Produktion, Drehbuch und Schauspiel verliehen. 

## Rahmen
Der Preis wird von der DZ Bank, der Bavaria Film und dem Bayerischen Rundfunk gestiftet. Er ist mit insgesamt 70.000 Euro dotiert und wird in den Kategorien Regie (30.000 Euro), Produktion (20.000 Euro), Drehbuch (10.000 Euro) und Schauspiel (10.000 Euro) verliehen. Prämiert werden Filme aus der Reihe Neues Deutsches Kino. Es muss sich um den ersten, zweiten oder dritten langen Kinospielfilm der Ausgezeichneten handeln. Über die Preisvergabe entscheidet eine dreiköpfige Jury.

## Geschichte
Hervorgegangen ist der Preis aus dem Regieförderpreis der HypoVereinsbank (Hypopreis), der seit 1989 verliehen wurde und der höchstdotierte private Filmpreis Deutschlands war. 2002 wurde daraus der Förderpreis Deutscher Film, den die HypoVereinsbank gemeinsam mit dem Bayerischen Rundfunk und der Bavaria Film vergab. 2012 ersetzte die DZ Bank die Hypovereinsbank als Stifter und der Preis wurde in Förderpreis Neues Deutsches Kino umbenannt. Seit 2005 wird bei den  Internationalen Hofer Filmtagen zusätzlich ein Nachwuchspreis für außergewöhnliche künstlerische Leistungen vergeben.

## 1989–2001: Regieförderpreis der HypoVereinsbank

### 1989
- Uwe Janson für Verfolgte Wege

### 1990
- Reinhard Münster für Der achte Tag

### 1991
- Michael Klier für Ostkreuz
- Sönke Wortmann für Allein unter Frauen

### 1992
- Wolfgang Becker für Kinderspiele

### 1993
- Dani Levy für Ohne mich

### 1994
- Peter Welz für Burning Life

### 1995
- Rainer Kaufmann für Stadtgespräch
- Mark Schlichter für EX

### 1996
- Volker Einrauch für Die Mutter des Killers

### 1997
- Oskar Roehler für Silvester Countdown
- Martin Walz für Liebe Lügen

### 1998
- Eoin Moore für Plus-Minus Null
- Hans-Christian Schmid für 23 – Nichts ist so wie es scheint

### 1999
- Peter Thorwarth für Bang Boom Bang – Ein todsicheres Ding
- Maren-Kea Freese für Zoe

### 2000
- Vanessa Jopp für Vergiss Amerika

### 2001
- Benjamin Quabeck für Nichts bereuen

## 2002–2011: Förderpreis Deutscher Film

### 2002
- Regie: Michael Hofmann für Sophiiiie!
- Drehbuch: Chris Kraus für Scherbentanz
- Darstellerin: Katharina Schüttler für Sophiiiie!
- Darsteller: keine Vergabe
- Sonderpreis der Jury: Detlef Bothe für Feiertag

### 2003
- Regie: Hans Steinbichler für Hierankl
- Drehbuch: Hendrik Handloegten für Liegen lernen
- Darstellerin: Johanna Wokalek für Hierankl
- Darsteller: Christoph Bach für Detroit

### 2004
- Regie (40.000 Euro): Hans Weingartner für Die fetten Jahre sind vorbei
- Drehbuch (20.000 Euro): keine Vergabe
- Darstellerin (10.000 Euro): Marie-Luise Schramm für Bin ich sexy?
- Darsteller (10.000 Euro): Stipe Erceg für Such mich nicht und Die fetten Jahre sind vorbei

### 2005
- Regie (30.000 Euro): Byambasuren Davaa für Die Höhle des gelben Hundes
- Drehbuch (10.000 Euro): Emily Atef und Esther Bernstorff für Molly's Way
- Darstellerin (10.000 Euro): Maria Kwiatkowsky für Liebe Amelie
- Darsteller (10.000 Euro): Constantin von Jascheroff für Falscher Bekenner

### 2006
- Regie (30.000 Euro): Marcus H. Rosenmüller für Wer früher stirbt ist länger tot
- Drehbuch (10.000 Euro): Meike Hauck und Matthias Luthardt für Pingpong
- Darstellerinnen (jeweils 5.000 Euro): Rosalie Thomass für Polizeiruf 110: Er sollte tot und Jördis Triebel für Emmas Glück
- Darsteller: keine Vergabe

### 2007
- Regie (30.000 Euro): Simon Groß für Fata Morgana
- Drehbuch (10.000 Euro): Jan Bonny und Christina Ebelt für Gegenüber
- Darstellerin (5.000 Euro): Valerie Koch für Die Anruferin
- Darsteller (5.000 Euro): Alexander Fehling für Am Ende kommen Touristen

### 2008
- Regie (30.000 Euro): Timo Müller für Morscholz
- Drehbuch (10.000 Euro): Heiko Martens für Narrenspiel
- Darstellerin (5.000 Euro): Susanne Wolff für Das Fremde in mir und Die Glücklichen
- Darsteller (5.000 Euro): Markus Tomczyk für Braams
- Ensembleleistung von Kamera, Musik und Schnitt (10.000 Euro): Oliver Sachs, Helmut Sinz und Marie Miyayama für Der Rote Punkt

### 2009
2009 sorgte die Jury um Caroline Link, Produzent Uli Aselmann und Schauspieler Maximilian Brückner für einen Eklat, als sie sich dafür entschied, aufgrund der ihrer Meinung nach mangelhaften Auswahl keinen Förderpreis in den Kategorien Regie und Drehbuch zu vergeben. „Wir haben händeringend nach einem Film gesucht, der eine Geschichte erzählt, der in irgendeiner Weise relevant ist – von einer politischen oder gesellschaftlichen Bedeutung wage ich schon gar nicht mehr zu reden. Aber da war nichts, was uns berührt oder interessiert hätte. Man fragt sich dann schon, woran das liegt. Gab es in diesem Jahr nicht mehr spannendes, junges Kino? Wollen die entsprechenden Filmemacher nicht nach München, wollen sie woanders hin? Oder sieht das Filmfest München nicht die richtigen Filme, wählt also die falschen aus? Im Moment sind wir alle noch auf der Suche.“, so Link.
- Regie (20.000 Euro): nicht vergeben
- Produzent (20.000 Euro): Katharina Schöde für Draußen am See, sowie (vergeben bei den Hofer Filmtagen, dotiert mit 10.000 Euro) Florian Deyle und Martin Richter für Waffenstillstand
- Drehbuch (10.000 Euro): nicht vergeben
- Darstellerin (5.000 Euro): Elisa Schlott für Draußen am See
- Darsteller (5.000 Euro): Max Kidd für Hangtime – Kein leichtes Spiel, lobende Erwähnung Max Fröhlich ebenfalls für Hangtime – Kein leichtes Spiel

### 2010
- Regie (20.000 Euro): Ralf Westhoff für Der letzte schöne Herbsttag
- Produktion (20.000 Euro): Khaled Kaissar, Balint Tolnay-Knefely, Benedikt Böllhoff und Max Frauenknecht für Transit
- Drehbuch (10.000 Euro): Ulrich Peltzer und Christoph Hochhäusler für Unter dir die Stadt
- Darstellerin (5.000 Euro): Ulrike Arnold für ihre Rolle in Morgen das Leben
- Darsteller (5.000 Euro): Jochen Strodthoff  für seine Rolle in Morgen das Leben

### 2011
- Regie (20.000 Euro): Tim Fehlbaum für Hell
- Produktion (20.000 Euro): Benny Drechsel und Karsten Stöter für Der Fluss war einst ein Mensch
- Drehbuch (10.000 Euro): David Wnendt für Kriegerin
- Schauspiel weiblich (5.000 Euro): Alina Levshin für ihre Rolle in Kriegerin
- Schauspiel männlich (5.000 Euro): Golo Euler für seine Rolle in Kasimir und Karoline

## Seit 2012: Förderpreis Neues Deutsches Kino

### 2012
- Regie (30.000 Euro): Hanna Doose für Staub auf unseren Herzen
- Produktion (20.000 Euro): David Keitsch und Ben von Dobeneck  für Staub auf unseren Herzen
- Drehbuch (10.000 Euro): Jan-Ole Gerster für Oh Boy
- Schauspiel (10.000 Euro): Antonia Putiloff für ihre Rolle in Little Thirteen
- Lobende Erwähnung: Die Brücke am Ibar (Regie: Michaela Kezele)

### 2013
Jury: Bibiana Beglau (Schauspielerin), Angelina Maccarone (Regisseurin), Gerhard Meixner (Produzent)
- Regie (30.000 Euro): Jakob Lass für Love Steaks
- Produktion (20.000 Euro): Ines Schiller und Golo Schultz für Love Steaks
- Drehbuch (10.000 Euro): Jakob Lass, Timon Schäppi, Ines Schiller und Nico Woche für Love Steaks
- Schauspiel (10.000 Euro): Lana Cooper und Franz Rogowski für ihre Rollen in Love Steaks

### 2014
Jury: Sherry Hormann (Regisseurin), Peter Herrmann (Produzent), Max Moor (Schauspieler)
- Regie (30.000 Euro): Ralf Westhoff für Wir sind die Neuen
- Produktion (20.000 Euro): Ingo Fliess für Ein Geschenk der Götter
- Drehbuch (10.000 Euro): Christina Schiewe und Petra Brix  für Be my Baby
- Schauspiel (10.000 Euro): Vicky Krieps für ihre Rolle in Das Zimmermädchen Lynn

### 2015
Jury: Peter Rommel (Produzent), Sebastian Schipper (Regisseur/Schauspieler), Johanna Wokalek (Schauspielerin)
- Regie (30.000 Euro): Visar Morina für Babai
- Produktion (20.000 Euro): Steve Hudson und Sonja Ewers für Happy Hour
- Drehbuch (10.000 Euro): Visar Morina für Babai
- Schauspiel (10.000 Euro): Val Maloku und Astrit Kabashi für ihre Rollen in Babai

### 2016

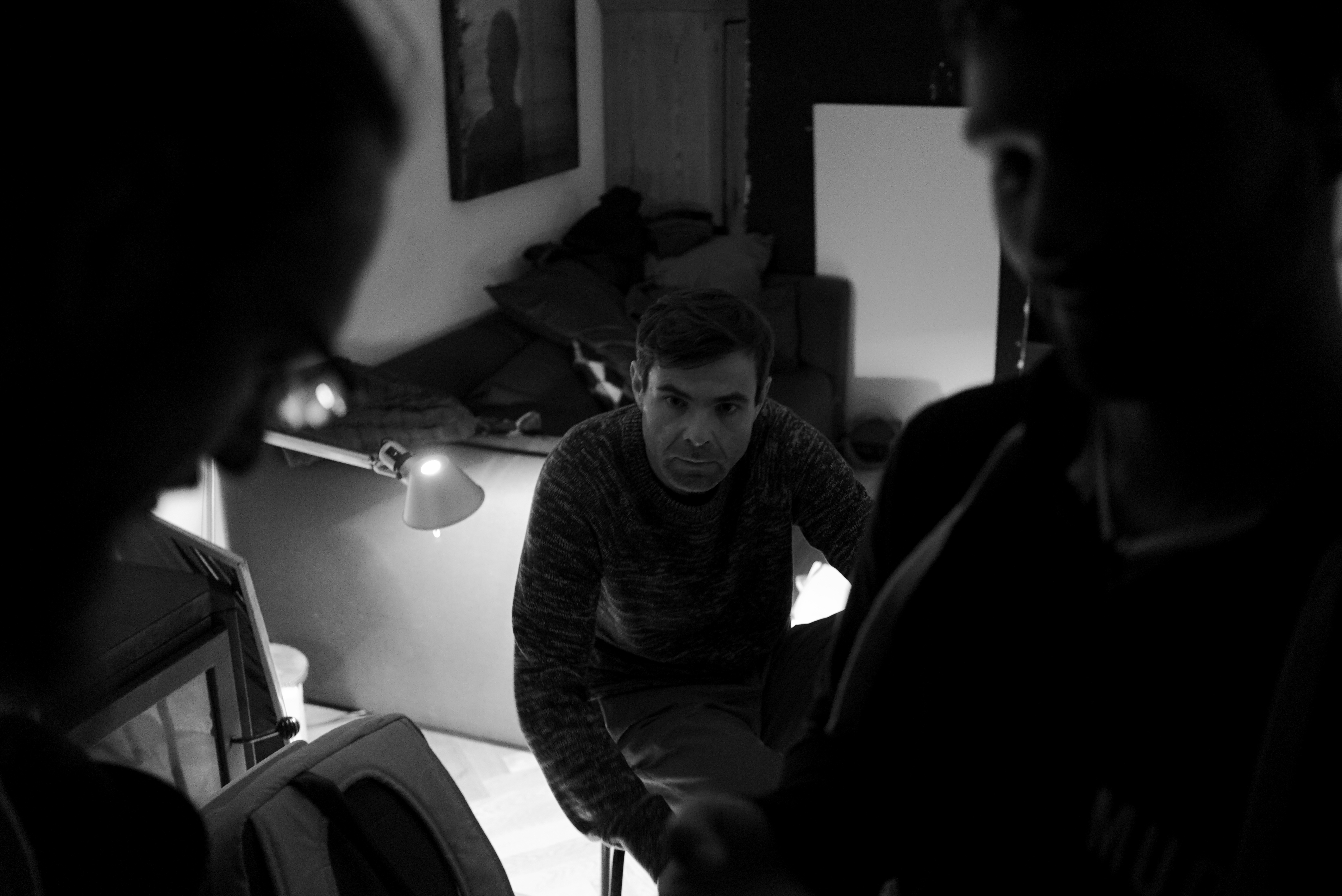
Hauptdarsteller Andreas Döhler bei den Dreharbeiten zu Die Hände meiner Mutter, 2015, Preisträger in der Kategorie Schauspiel.

Jury: Nicole Gerhards (Produzentin), Dietrich Brüggemann (Regisseur), Johann von Bülow  (Schauspieler)
- Regie (30.000 Euro): Florian Eichinger für Die Hände meiner Mutter
- Produktion (20.000 Euro): Jana Raschke und Igor Dovgal für Haus ohne Dach
- Drehbuch (10.000 Euro): Mareille Klein für Dinky Sinky
- Schauspiel (10.000 Euro): Andreas Döhler für seine Rolle in Die Hände meiner Mutter
- Spezialpreis Ensemblegeist und Energie: Cast und Crew von Beat Beat Heart
- Spezialpreis Filmmusik: Ferenc Darvas für Die Reise mit Vater

### 2017
Jury: Edgar Selge (Schauspieler), Verena Gräfe-Höft (Produzentin), Michael Weber (Produzent)
- Regie (30.000 Euro): Sonja Maria Kröner für Sommerhäuser
- Produktion (20.000 Euro): Philipp Worm und Tobias Walker für Sommerhäuser
- Drehbuch (10.000 Euro): Julia Langhof und Thomas Gerhold für LOMO – The Language of Many Others
- Schauspiel (10.000 Euro): Annika Meier für Magical Mystery oder: Die Rückkehr des Karl Schmidt

### 2018
Jury: Vicky Krieps (Schauspielerin), Jamila Wenske  (Produzentin), Uisenma Borchu (Regisseurin)
- Regie (30.000 Euro): Eva Trobisch für Alles ist gut
- Produktion (20.000 Euro): Anna de Paoli für A Young Man with High Potential
- Drehbuch (10.000 Euro): Damian John Harper für In the Middle of the River
- Schauspiel (10.000 Euro): Aenne Schwarz für Alles ist gut

### 2019
Jury: Melika Foroutan (Schauspielerin), Claudia Steffen (Produzentin), Alfred Holighaus (Drehbuchautor)
- Regie (30.000 Euro): Jan-Ole Gerster für Lara
- Produktion (20.000 Euro): Martin Lischke für Leif in Concert
- Drehbuch (10.000 Euro): Nils Mohl/Ilker Çatak für Es gilt das gesprochene Wort
- Schauspiel (10.000 Euro): Oğulcan Arman Uslu für Es gilt das gesprochene Wort

### 2020
keine Verleihung aufgrund der COVID-19-Pandemie

### 2021
- Regie (30.000 Euro): Nikias Chryssos für A Pure Place
- Produktion (20.000 Euro): Miriam Düssel für Mein Sohn
- Drehbuch (10.000 Euro): Franziska Stünkel für Nahschuss
- Schauspiel (10.000 Euro): Martin Rohde für Heikos Welt

### 2022
- Regie (30.000 Euro): Sophie Linnenbaum für The Ordinaries
- Produktion (20.000 Euro): Britta Strampe und Laura Klippel für The Ordinaries
- Drehbuch (10.000 Euro): Florian Plumeyer und Katharina Woll für Alle wollen geliebt werden
- Schauspiel (10.000 Euro): Lena Schmidtke für Wut auf Kuba

### 2023
- Regie (30.000 Euro): Sylvie Michel für More than Strangers
- Produktion (20.000 Euro): Uschi Feldges für Leere Netze
- Drehbuch (10.000 Euro): Merle Grimme für Clashing Differences
- Schauspiel (10.000 Euro): Dor Aloni für Südsee

### 2024
- Regie (30.000 Euro): Fabian Stumm für Sad Jokes
- Produktion (20.000 Euro): Semih Korhan Güner für Milch ins Feuer
- Drehbuch (10.000 Euro): Aaron Arens und Lukas Loose für Sonnenplätze
- Schauspiel (10.000 Euro): Atika Jumaih Bashiru für O Chale

### 2025
- Regie (30.000 Euro): Christina Tournatzés für Karla[4]
- Produktion (20.000 Euro): Jacqueline Jansen für Sechswochenamt
- Drehbuch (10.000 Euro): Yvonne Görlach für Karla
- Schauspiel (10.000 Euro): Magdalena Laubisch für Sechswochenamt